# Mariano José de Larra
Mariano José de Larra y Sánchez de Castro (født 24. marts 1809 i Madrid, død 13. februar 1837 sammesteds) var en spansk forfatter. Han var far til Luis Mariano de Larra.
Larra skrev både romaner, skuespil og digte, men hans navn er først og fremmest knyttet til ét værk: romanen (eller Artículos de Costumbres).